# Vincenz Brehm
Pour les articles homonymes, voir Brehm.
Vincenz Brehm est un biologiste et zoologiste autrichien, né le 1er janvier 1879 à Duppau (Doupov) (Bohême, Autriche-Hongrie) et mort le 18 mai 1971 à Lunz am See (Basse-Autriche).

## Biographie
C’est un instituteur qui travaille à la station biologique  de Lunz et qui fait des travaux pionniers en limnologie et en écologie.

## Publications (sélection)
- (de) Autobiographie
- (de) 1927 : Ueber die Tiefenfauna japanischer Seen. Arch. Hydrobiol., Stuttgart, Bd. 18, p. 135-150, text-figs. 23-27.
- (de) 1933 : Einige japanische Ostracoden. Trans. Nat. Hist. Soc. Formosa, v. 23, nos. 128, 129, p. 297, 298.